# تقويم يولياني

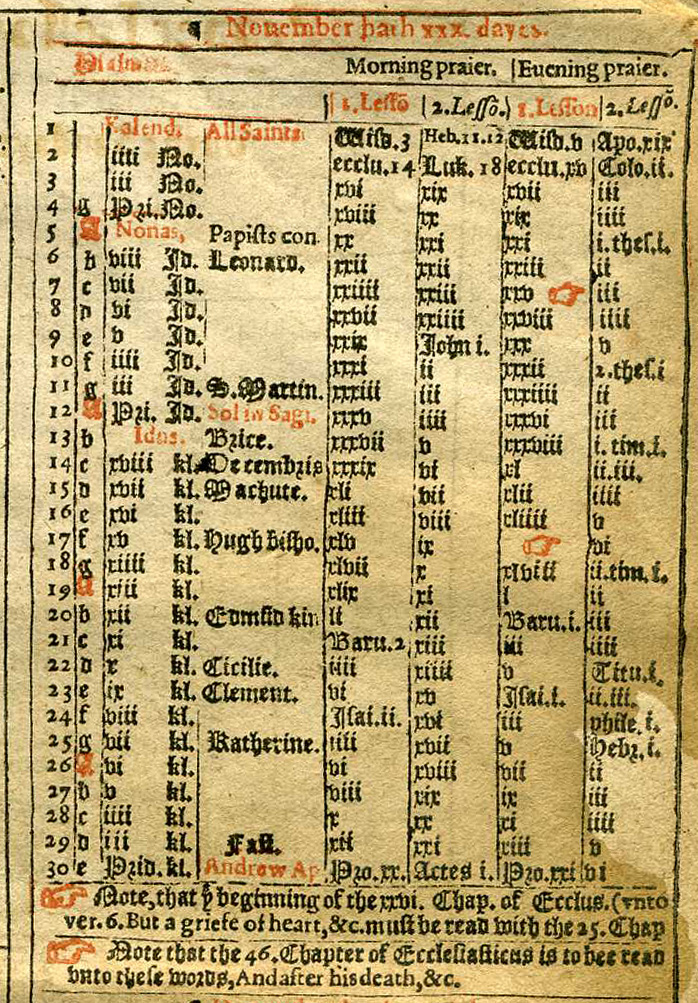

التقويم الرومي أو اليولياني (بالإنجليزية: Julian Calendar)‏ هو تقويم فرضه يوليوس قيصر في سنة 46 ق م ودخل حيّز التنفيذ سنة 45 ق م يحاول التقويم اليولياني محاكاة السنة الشمسية ويتكون من 365,25 يومًا مقسمة على 12 شهرًا.
استمر استخدام التقويم اليولياني في الكنائس الأورثوذكسية حتى القرن العشرين إذ قامت هذه الكنائس باعتماد التقويم اليولياني المعدّل سنة 1923، ولا يزال هذا التقويم مستخدمًا في أديرة جبل آثوس.
منذ القرن السادس عشر استعيض عن التقويم اليولياني (لعدم دقته) بالتقويم الغريغوري. الفرق بين التقويمين أن التقويم اليولياني يعد السنة 365,25 يوماً أما التقويم الغريغوري فهو أدق ويعد السنة 365,2425 يوماً، وهذا الفرق يشكل مقدار 0.002%.
منذ عام 1900 وحتى عام 2099 ينشأ بين التقويمين فارقاً قدره 13 يوماً، يتأخر بها التقويم اليولياني عن التقويم الغريغوري. أي عندما يكون 7 يناير طبقاً للتقويم الغريغوري (التقويم الميلادي الساري حالياً)، يكون بالنسبة إلى التقويم اليولياني 25 ديسمبر.

## أهمية التقويم اليولياني
قبل اعتماد التقويم اليولياني، كان التقويم الشمسي يعتبر أن السنة مُقسمة إلى 365 يوماً، في حين أن السنة تتألف في الواقع من 365.25 يوماً (تحديداً 365 يوماً، و5 ساعات، و49 دقيقة)، ولذلك كان التقويم القديم يختلف عن الواقع بمقدار ربع يوم كل سنة، أو يومٌ كاملٌ كل أربع سنوات، أو 25 يوماً كل 100 سنة، ويؤدي تراكم الأخطاء في حساب التوقيت على مدى 700 سنة إلى يحل فصل الصيف (مثلاً) في شهر ديسمبر، بدلاً من أن يحل في يونيو.
لذلك قرر يوليوس قيصر، بناءاً عى نصيحة الفلكي سوسيجينيس، أن يضيف يوماً للتقويم كل أربع سنوات، وتُسمّى السنة التي تحوي اليوم الإضافي السنة الكبيسة، في حين تُسمى أي سنة أخرى بالسنة البسيطة. وقلّص هذا الإجراء الأخطاء في حساب الزمن إلى حد كبير، إلى أن قام غريغوريوس الثالث عشر بتصحيحاته الإضافية عام 1582.

## التاريخ

### الدافع
تكونت السنة العادية في التقويم الروماني السابق من 12 شهرًا مجموعها 355 يومًا، بالإضافة إلى ذلك أُدخل شهر كبيس مدته 27 أو 28 يومًا، وغالبًا ما أُقحم هذا الشهر في التقويم ما بين فبراير ومارس. شُكل هذا الشهر الكبيس بإقحام 22 أو 23 يومًا بعد أول 23 يومًا من فبراير. لتصبح آخر خمسة أيام من فبراير، والتي تعد بداية شهر مارس، آخر خمسة أيام في الشهر الكبيس. كان الأثر النهائي لهذه العملية إضافة 22 أو 23 يومًا للسنة، مما يشكل سنة كبيسة مدتها 377 أو 378 يومًا. يقول البعض إن هذا الشهر الكبيس تألف دومًا من 27 يومًا وكان يبدأ في اليوم الأول أو الثاني بعد التيرميناليا (23 فبراير).
لو أُدير هذا النظام بشكل صحيح، لبقيت السنة الرومانية متوافقة تقريبًا مع السنة المدارية. ومع ذلك، نظرًا لأن غالبية البابوات كانوا سياسيين، ولأن فترة ولاية الحاكم الروماني مدتها سنة تقويمية واحدة، فقد تعرضت هذه السلطة لسوء الاستغلال، إذ كان بإمكان البابا أن يطيل عامًا كان فيه هو أو أحد حلفائه السياسيين في منصب الحاكم الروماني، أو أن يرفض إطالة عام يكون فيه أحد خصومه في السلطة.
كان الهدف وراء إصلاح قيصر حل هذه المشكلة بشكل دائم، وذلك من خلال إنشاء تقويم يظل متوافقًا مع الشمس دون أي تدخل بشري. ثبتت فائدة هذا التقويم بعد وقت قصير جدًا من دخوله حيز التنفيذ. استخدمه فارو عام 37 قبل الميلاد لتحديد المواعيد التقويمية لبداية الفصول الأربعة، وهو ما كان أمرًا مستحيلًا قبل 8 سنوات فقط. بعد قرن من الزمن، حدد بلينيوس موعد الانقلاب الشتوي في 25 ديسمبر لأن الشمس دخلت الدرجة الثامنة من مدار الجدي في ذلك الوقت، وقد أصبح هذا الثبات الزمني حقيقة واقعة من حقائق الحياة.

### سياق الإصلاح
على الرغم من أن التقدير التقريبي البالغ 365 وربع يومًا للسنة الاستوائية عُرف لمدة طويلة، إلا أن التقويمات الشمسية القديمة استخدمت فترات أقل دقة مما أدى إلى اختلال تدريجي ما بين التقويم والفصول.
الأوكتاتيريس، وهي دورة قمرية مؤلفة من 8 سنوات روج لها كليوستراتوس (وتنسب أيضًا إلى يودوكسوس) واستُخدمت في بعض التقويمات اليونانية المبكرة، ولاسيما في أثينا، هي أطول من ثماني سنوات يوليانية متوسطة (السنة 365.25 يومًا تمامًا) بمقدار 1.53 يومًا. كان طول تسعة عشر عامًا في الدورة الميتونية 6,940 يومًا، أطول بست ساعات من السنة اليوليانية المتوسطة. إن السنة اليوليانية المتوسطة هي أساس الدورة البالغة 76 سنة والتي وضعها كاليبس (أحد طلاب يودوكسوس) لتحسين الدورة الميتونية.
في بلاد فارس (إيران) بعد الإصلاح في التقويم الفارسي بإدخال التقويم الفارسي الزرداشتي (الأفيستي الحديث) عام 503 قبل الميلاد وما بعده، انزلق اليوم الأول من السنة (1 فرفادين = نوروز) مقابل الاعتدال الربيعي بمعدل يوم واحد تقريبًا كل أربع سنوات.
وبالمثل في التقويم المصري، استخدم المصريون القدماء سنة ثابتة مدتها 365 يومًا وتزيد يومًا واحدًا أمام الشمس في أربع سنوات. كان هناك محاولة لزيادة يوم إضافي كل أربع سنوات عام 238 قبل الميلاد (مرسوم كانوبوس) لكنها باءت بالفشل. لربما شهد قيصر هذا التقويم «غير المتسق» أو «الإشكالي» في تلك البلاد. حطت به الرحال في دلتا النيل في أكتوبر عام 48 قبل الميلاد وسرعان ما تورط في حرب السلالات البطلمية، خاصة بعد أن دبرت كليوباترا خطة «للتعرّف عليه» في الإسكندرية.
فرض القيصر سلامًا، وأقام مأدبة احتفالًا بالحدث. صور لوقان قيصر وهو يتحدث إلى رجل حكيم يدعى أكوريوس أثناء المأدبة، معلنًا عن نيته في إنشاء تقويم أكثر كمالًا من تقويم يودوكسوس (ينسب الفضل إلى يودوكسوس في تحديد طول السنة بمقدار 365 وربع)، لكن سرعان ما استؤنفت الحرب، وهاجم الجيش المصري جيش قيصر لأشهر عديدة قبل أن يتمكن قيصر من تحقيق النصر. ومن ثم استمتع برحلة طويلة في نهر النيل مع كليوباترا قبل مغادرة البلاد في يونيو عام 47 قبل الميلاد.
وصل قيصر إلى روما عام 46 قبل الميلاد. ووفقًا لبلوتارخ فقد استدعى من فوره أفضل الفلاسفة والرياضيين في عصره لحل مشكلة التقويم. يقول بلينيوس أن قيصر تلقى المساعدة في هذا الإصلاح من عالم الفلك سوسيغينوس الإسكندراني، وهو يعتبر عمومًا المصمم الرئيسي للإصلاح. قد يكون سوسيغينوس الإسكندراني أيضًا مؤلف التقويم الفلكي الذي نشره قيصر لتسهيل الإصلاح. في النهاية، تقرر إنشاء تقويم يكون مزيجًا بين الأشهر الرومانية القديمة وطول السنة الثابت في التقويم المصري و365 وربع يومًا من علم الفلك اليوناني. وفقًا لماكروبيوس، تلقى قيصر المساعدة في ذلك من شخص يدعى ماركوس فلافيوس.

## الفارق بين التقويمين اليولياني والغريغوري
بدأ التقويم الغريغوري باعتبار يوم 5 أكتوبر 1582 (حسب التقويم اليولياني) يوم 15 أكتوبر 1582.
| التاريخ (يولياني) | التاريخ (غريغوري) | الفارق (أيام) |
| ----------------- | ----------------- | ------------- |
| 5 أكتوبر 1582     | 15 أكتوبر 1582    | 10            |
| 19 فبراير 1700    | 1 مارس 1700       | 11            |
| 18 فبراير 1800    | 1 مارس 1800       | 12            |
| 17 فبراير 1900    | 1 مارس 1900       | 13            |